# 諾斯克利夫冰川
66°40′S 98°52′E / 66.667°S 98.867°E
諾斯克利夫冰川是南極洲的冰川，最終注入戴維斯半島以東，該冰川在1911至1914年由探險隊發現，以探險隊來自倫敦的資助者命名。